# خورخي ناصر
خورخي ناصر (بالإسبانية: Jorge Nasser)‏ هو ملحن ومغني أوروغواياني، ولد في 6 ديسمبر 1956 في مونتفيدو في الأوروغواي.

## وصلات خارجية
- خورخي ناصر على موقع ميوزك برينز (الإنجليزية)